# Amt Achterwehr
Het Amt Achterwehr is een Amt in de Duitse deelstaat Sleeswijk-Holstein. Het omvat acht gemeenten in de Kreis Rendsburg-Eckernförde. Het bestuur zetelt in Achterwehr.

## Deelnemende gemeenten
1. Achterwehr
2. Bredenbek
3. Felde
4. Krummwisch
5. Melsdorf
6. Ottendorf
7. Quarnbek
8. Westensee